# Was He a Coward?
Was He a Coward? è un cortometraggio muto del 1911 diretto da David W. Griffith.

## Trama
Norris trova lavoro in un ranch, dove si innamora di Kate, la figlia del ranchero. Il caposquadra, innamorato anche lui della ragazza, sfida il rivale a duello, ma Norris rifiuta di battersi. Kate lo considera un codardo. Cambierà idea quando al ranch scoppierà un'epidemia di vaiolo e Norris, sfidando la morte, si prenderà cura dei malati.

## Produzione
Il film fu prodotto dalla Biograph Company, girato a El Monte, in California.

## Distribuzione
Distribuito dalla General Company, il film - un cortometraggio in una bobina - uscì nelle sale il 16 marzo 1911. Copia del film viene conservata negli archivi del Museum of Modern Art.